# عملية عسكرية
العملية العسكرية هو مصطلح عسكري حربى يضم عدة استراتيجيات.

## الاستراتيجيات
- تحديد أهداف إستراتيجية للعدو.
- جمع المعلومات وتحليلها لتحديد القدرة على مقاومة العدو.
- التخطيط لاستخدام القوة العسكرية المتاحة.
- إدارة التعبئة والتجهيز ، والتدريب ، وتنظيم القوات المسلحة.
- بدء العملية ، وتحقيق هدف أولي وهو تدمير أهداف تكتيكية مهمة.
- تحقيق هزيمة لقوات العدو تكون في تدمير اهدافة الاستراتيجية.

ولتنفيذ العملية العسكرية قد تتطلب توفير الخدمات ، والتدريب ، أو وظائف إدارية لتمكينها من البدء ، ووضع حد لمواصلة القتال بما في ذلك أسلوب الحركة : الهجوم والدفاع ، و المناورة اللازمة لتحقيق الأهداف
- ولكن هناك أيضاً خطة الانسحاب وهي مناورة أساسية في العمليات العسكرية وإدارتها تحتاج إلى مناورات ذكية لحيلولة دون وقوع خسائر أو أقل خسائر عند انسحاب القوات العسكرية